# سانتیاگو کولومباتو
سانتیاگو کولومباتو (انگلیسی: Santiago Colombatto؛ زادهٔ ۱۷ ژانویهٔ ۱۹۹۷) بازیکن فوتبال اهل آرژانتین است.
از باشگاه‌هایی که در آن بازی کرده‌است می‌توان به باشگاه فوتبال کالیاری، باشگاه لئون، باشگاه فوتبال پروجا، و باشگاه فوتبال هلاس ورونا اشاره کرد.
وی همچنین در تیم‌های ملی فوتبال زیر ۲۰ سال آرژانتین و زیر ۲۳ سال آرژانتین بازی کرده‌است.
وی در مسابقات کشوری و بین‌المللی در مجموع برندهٔ ۱ مدال طلا شده‌است.